# Daniela Pulido
Daniela Pulido (* 29. April 2000 in Guadalajara, Jalisco) ist eine ehemalige mexikanische Fußballspielerin auf der Position einer Innenverteidigerin.

## Leben
Pulido stand bei Einführung der Liga MX Femenil bei Chivas Femenil unter Vertrag und gewann mit der Mannschaft die Eröffnungssaison 2017 der neu gegründeten mexikanischen Frauenfußballmeisterschaft. Im Auftaktspiel der Apertura 2017 erzielte die Innenverteidigerin 2 Treffer zum 3:0-Sieg gegen den Stadtrivalen Atlas.
Nachdem sie in der Apertura 2020 zu keinem einzigen Spieleinsatz gekommen war und das ohnehin niedrige Lohnniveau der Frauenfußballspielerinnen in Mexiko beklagte, beendete sie ihre aktive Laufbahn bereits im Alter von 20 Jahren.